# Bourg (Siedlung)
Der Bourg [bu:ʀ] (von frz. le bourg) ist eine im französischen Sprachraum verwendete Bezeichnung für eine Siedlungsform, die vorwiegend in ländlichen Siedlungen für das oft namensgebende Ortszentrum verwendet wird. In der Regel findet dort der örtliche Wochenmarkt statt, befindet sich im Bourg die Mairie und oftmals die Kirche. Oft wies der Bourg im Mittelalter mehr oder weniger starke Befestigungsanlagen auf und diente in kriegerischen Zeiten als Rückzugsmöglichkeit für die Bevölkerung. Der Bourg bezeichnet oft eine Siedlung mittlerer Größe, zwischen Dorf und Kleinstadt, heute oft einfach die Hauptsiedlung einer Gemeinde, als Abgrenzung von Weilern und Flecken.

## Etymologie

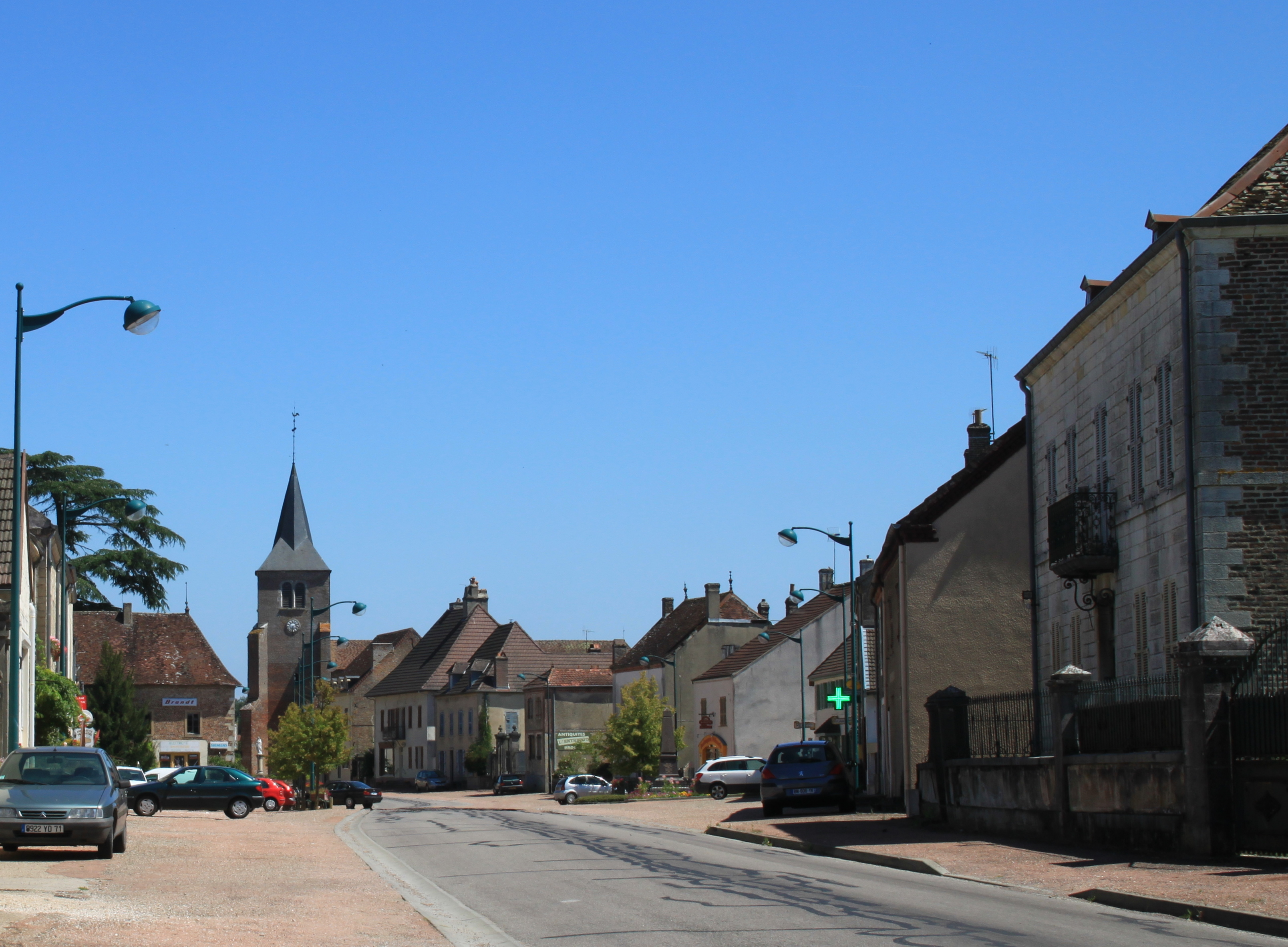
Bourg von Bellevesvre, einem Grenzort des Burgunds gegen die Franche-Comté

Zum einen wird der Begriff auf das lateinische burgus (deutsch: Burg) zurückgeführt. Woher jedoch der lateinische Begriff stammt, ist nicht eindeutig, es bestehen zwei hauptsächliche Theorien:
- Der Begriff geht zurück auf das griechische πυργος und bedeutet Turm, geschlossener Bereich mit Türmen.
- Der Begriff entstammt den germanischen Sprachen und geht zurück auf *burg im Sinne eines befestigten Bereichs.

Zum anderen wird der Begriff direkt auf den germanischen Begriff Burg zurückgeführt, er wäre dann mit dem Eindringen der Germanen in die französische Sprache aufgenommen worden. Die ersten Erscheinungen des Begriffs erfolgen um 1100, während in früheren Quellen eher die Begriffe vicus und villa auftraten, die tatsächlich direkt auf die lateinische Sprache zurückgeführt werden können.
Diese Siedlungsform wurde ursprünglich im Gebiet des Limes eingeführt, später in besonderem Maße in grenznahen Siedlungen, beispielsweise in der Bresse als Grenzgebiet zwischen Burgund und Franche-Comté.

## Der Bourg im Mittelalter
Im Frühmittelalter erfuhren die Städte ein starkes Bevölkerungswachstum, die befestigten Bezirke wurden zu klein und es wurde vermehrt außerhalb der Stadtmauern gesiedelt. Diese Siedlungen (lateinisch: foris burgus, deutsch: außerhalb der Stadtmauer) wurden über fors borc zum heutigen französischen faubourg im Sinne einer Vorstadt. Abhängig von der Wichtigkeit dieser neuen Siedlung, wurde sie ebenfalls durch Stadtmauern geschützt und oft entstand diese neue Siedlung um ein kirchliches Gebäude.
Ab dem 10. Jahrhundert begannen sich weitere kleinstädtische Siedlungen zu bilden, oft bei reichen Abteien, Burgen oder in der Nähe von städtischen Siedlungen. Diese Siedlungen bildeten häufig ein Vorwerk oder französisch ein fortin oder häufig fortis in Orts- und Quartiernamen.}

## Der Bourg heute
Der Bourg zeichnet sich insbesondere aus durch die Anwesenheit von Handwerksbetrieben, Ladengeschäften und öffentlichen Diensten. Zudem wird meist ein Wochenmarkt abgehalten, was den Bourg vom Bourgade (Flecken) unterscheidet. Der Bourg verfügt über eine gewisse Wichtigkeit, bildet ein soziales, administratives und ökonomisches Zentrum. In der Regel bildet er sich um die Kirche, die Mairie und bildet den Kern einer Gemeinde mit Orten und Weilern, die allenfalls gar bevölkerungsreicher sein können.